# Ballet de Zaragoza
El Ballet de Zaragoza fue una institución cultural dedicada a la Danza Clásica y patrocinada por el Ayuntamiento de Zaragoza, fundado en 1989 partiendo de una institución anterior, el «Ballet Clásico de Zaragoza», su antecedente directo, que debutó en 1982 con alumnos del «Estudio de Danza Clásica» de María de Ávila. Esta fue la primera directora del «Ballet Clásico de Zaragoza», razones por las que en buena medida el «Ballet de Zaragoza» se puede considerar su herencia. En él han bailado destacadas figuras de la danza como Arantxa Argüelles, que fue también su directora entre 1997 y enero de 1999. 
En 1983 María de Ávila es nombrada directora del Ballet Nacional de España, y Cristina Miñana la sucedió al frente del «Ballet Clásico de Zaragoza». Miñana montó tanto coreografías ballets clásicos como de creación propia. Entre sus primeros programas, destacan La canción de la Tierra, Les Sylphides (con música de Frédéric Chopin), El amor brujo, Carmina Burana, y Strawinsky Dances.
A partir de enero de 1989, ya constituido como «Ballet de Zaragoza», se inicia una nueva andadura bajo la dirección de Mauro Galindo, que accedió por oposición, procedimiento que este, a su vez, utilizó para seleccionar a los nuevos bailarines. 
En 1990 presenta en el Teatro Principal de Zaragoza un programa mixto de danza clásica y contemporánea llamado Raymonda Divertissement. Tras este estreno, se sucedieron los montajes vanguardistas, tal fueron Volaverunt y Die Tausend Grüsse, con coreografía de Uwe Scholtz. No obstante, también se llevaron a escena clásicos ballets del romanticismo: Coppélia, La Peri y Cenicienta, aunque los medios materiales con que contaba el Ballet eran escasos, agravado por el hecho de que en 1995 el Gobierno de Aragón le retira una subvención de 50 millones de pesetas al año. Tras la nueva siguación generada, se intenta contratar a un nuevo director, Fernando Bajones, aunque no se consiguió, por lo que dos años más tarde Arantxa Argüelles toma las riendas de la compañía. 
Pese a todas las dificultades, ese mismo año de 1995 se puso en escena un estreno que mostraba la escuela bolera, la máxima aportación española a la danza del siglo XVIII. En diciembre se cesó a Mauro Galindo.
Desde el año 1997, tras la toma de posesión de Arantxa Argüelles, se inicia una nueva temporada con obras clásicas como Paquita Tchaikovsky pas de deux y Allegro brillante; al lado de otras contemporáneas, cual fue Jardí Tancat (coreografiada por Nacho Duato y con música de María del Mar Bonet) o también Who Cares?, de George Balanchine. El mes de diciembre se presentó en el Principal de Zaragoza el primer ballet clásico completo de la compañía: Giselle con la participación del primer bailarín de la Ópera de Niza, Pablo Saboya, y un considerable presupuesto.
En 1998 la compañía sufrió graves polémicas que hicieron peligrar su estabilidad, a consecuencia de las cuales su directora, Arancha Argüelles, presentó la dimisión, siendo relevada por Patsy Kuppe-Matt, que apostó porque la compañía contara con un repertorio propio y rechazando los costosos montajes clásicos.
El 14 de abril de 2005 la concejal Rosa Borraz comunicó en el Patronato de Artes Escénicas que el Gobierno municipal, presidido por el Partido Socialista Obrero Español y Chunta Aragonesista, había decidido disolver la institución del Ballet de Zaragoza, por considerarla como «un modelo agotado», lo que fue objeto de numerosas críticas por parte de los partidos de la oposición.